# Дзига Вертов
Давид Абелевич Кауфман (рус. Дави́д А́белевич Ка́уфман) или Дзига Вертов (рус. Дзига Вертов; Бјалисток, 2. јануар 1896 - 12. фебруар 1954) био је совјетски режисер, режисер и теоретичар документарног филмског облика. Он је заслужан за увођење револуционарних филмских техника, од којих је најзначајнија кино-око. Та техника се заснива на идеји да је филмска камера попут људског ока и да треба да буде одраз реалности. Његов најпознатији филм документарног карактера је Човек са филмском камером из 1929. године. Критичари британског магазина Sight&Sound у анкети спроведеној 2012. године прогласили су наведени његов филм 8. најбољим филмом свих времена.
Дзига Вертов је поставио теоријске основе документарног филма и својом делатношћу утицао на многе режисере 20. века.

## Биографија

### Младост
Дзига Вертов је рођен у јеврејској породици 1896. године у Бјалистоку (Пољска), који је тада припадао Руском царству под именом Денис Аркадијевич Кауфман. Псеудоним под којим је познат усвојио је 1915. године и он у преводу са украјинског језика означава „чигру“ која би требало да указује на звук филмске камере и њену ротирајућу ручицу.
Вертов је најпре стицао музичко образовање у родном Бјалистоку, све до тренутка када је са породицом био приморан да се пресели у Москву. У периоду 1914-16. године интензивно се бавио писањем есеја и поезије. О свестраности Дзиге Вертова сведочи и податак да је у периоду 1916-17. године боравио у Санкт Петербургу где је студирао медицину 

### Пропагандна делатност
У доба када су се бољшевици борили за освајање, а онда и очување власти у Совјетском Савезу, пропагандна машинерија је имала веома важну улогу. Једно од пропагандних средстава које је Лењин сматрао изузетно значајним биле су филмске новости, кратки снимци документарног карактера, које су за циљ имале величање подвига Црвене армије и које су биле разумљиве маси неписменог становништва.
Од 1918. године Дзига Вертов се бавио селекцијом и монтажом серије филмских новости које су на недељном нивоу излазиле у Совјетском Савезу. У том периоду је упознао и своју будућу супругу Јелисавету Свилову. Временом је све више експериментисао у процесу монтаже и почео је да израђује сопствене дугометражне филмске пројекте, као што су Битка код Царицина (1919) и Историја грађанског рата (1921)

### Кино-око
И у периоду након Руске револуције, делатност Дзиге Вертова је такође била у складу са бољшевичким пропагандним задацима. Заједно са неколицином филмских стваралаца Дзига Вертов је оформио групу под именом „кино-око“. Ова група је двадесетих година 20. века објавила серију радикалних есеја у којима се залагала за доминацију филмова чији је садржај настао „од документарног материјала забележеног камером“
Они су сматрали да филм треба да буде независан од глумаца, студија, музике, позоришта и књижевности, већ да камера као филмски инструмент који наликује људском оку треба да буде одраз реалности. Кино-око је такође био и назив за филмску технику коју је користила та авангардна група уметника.
У периоду 1922-25. године Дзига Вертов је био уредник двадесет три филма документарног карактера названа „кино-истина“ (кино-правда). Кроз серију филмских журнала, Вертов је настојао да, користећи специфичну уметничку форму, што реалније прикаже совјетску стварност: гладну децу на станици, наступање војног оркестра, постављање трамвајских шина у Москви, одмаралишта на Кавказу.

### Остварења
Рад Дзиге Вертова био је препознат и награђиван од стране тадашњег европског авангардног покрета. Његов први неархивски дугометражни филм био је Кино-око из 1924. године и он је био награђен сребрном медаљом на светској изложби у Паризу. Након међународног признања уследили су и филмови Напред, Совјете и Шестина света из 1926. године.
Најзначајније остварење Дзиге Вертова био је неми документарни филм Човек са филмском камером из 1929. године који је приказивао двадесет четири сата московске свакодневице. Поред приказа једног типичног дана у Москви, аутор је уметањем кадрова са снимања приказивао читав процес настанка филма. У филму није било професионалних глумаца, већ су у њему приказани обични совјетски грађани. Дочаравање стварности Вертов је употпунио специфичним филмским техникама: промена брзине снимања, претапање, ефекти сплит-скрина, примена призматичних објектива, вишеструка експозиција, анимација, микроснимање и сложено структурисана монтажа

Ера звучног филма омогућила је Вертову да још више унапреди своје технике. У том периоду снима филмове попут Ентузијазма (1931) и Три песме о Лењину(1934). 
- Човек са филмском камером
- Шестина света
- Ентузијазам
- Три песме о Лењину
- Совјетске играчке
- Напред, Совјете

### Стаљинова ера
Као и бројни припадници авангардних покрета у Совјетском Савезу и Вертов је током владавине Стаљина пао у немилост. Иако није био убијен, нити затворен у логору, његов рад је био деградиран јер се није уклапао у оквире тада владајућег соцреалистичког уметничког покрета. У периоду од 1944. па до своје смрти 1954. године радио је као уредник филмског магазина Вести дана.

## Породица
Браћа Дзиге Вертова су такође заузимала важна места у историји филма. Борис Кауфман (1907—1980) је био је један од најзначајнијих сниматеља црно-белог филма. Он је сарађивао са француским режисером Жаном Вигоом и еминентним америчким режисерима попут Елија Казана и Сиднија Ламета. Као плод сарадње са Елијом Казаном настао је филм На доковима Њујорка који је 1954. године освојио више Оскара. Други брат, Михаил Кауфман најпре је био Вертовљев сниматељ, али је касније и сам био продуцент већег броја документараца.

## Утицај
Интересовање за живот и дело Дзиге Вертова порасло је шездесетих и седамдесетих година 20. века. Након  протеста 1968. године режисер Жан-Лик Годар се са својим политичким следбеницима окренуо Вертовљевом делу. Филмови које је Годар снимао у том периоду настали су под окриљем „Групе Дзиге Вертова“ .
Крајем 20. века Вертовљева начела поново бивају актуелна. Група предвођена данским режисером Ларсом фон Триром потписала је Догму 95, манифест новог уметничког покрета који је, као и некада Вертов, прокламовао повратак традиционалним вредностима: снимање у природним условима, камера која се ручно држи, уклањање додатних филмских ефеката, уверљивији глумачки перформанс .

## Филмографија
- 1919 Кинонеделя (Недељни биоскоп)
- 1919 Годовщина революции (Годишњица револуције)
- 1921 История гражданской войны (Историја грађанског рата)
- 1924 Советские игрушки (Совјетске играчке)
- 1924 Кино-глаз (Кино-око)
- 1925 Киноправда (Кино- истина)
- 1926 Шестая часть мира (Шестина света)
- 1928 Одиннадцатый (Једанаеста година)
- 1929 Человек с киноаппаратом (Човек са филмском камером)
- 1931 Энтузиазм (Ентузијазам)
- 1934 Три песни о Ленине (Три песме о Лењину)
- 1937 Памяти Серго Орджоникидзе ( У спомен Григорија Орџоникидза)
- 1937 Колыбельная (Успаванка)
- 1938 Три героини (Три хероине)
- 1942 Казахстан — фронту! (Казахстан за фронт)
- 1944 В горах Ала-Тау (У горама Ала-Тау)
- 1954 Новости дня (Новости дана)